# Divize E 2001/2002
V soubojích 11. ročníku Moravskoslezské divize E 2001/02 (jedna ze skupin 4. fotbalové ligy) se utkalo 16 týmů každý s každým dvoukolovým systémem podzim–jaro. Tento ročník začal v srpnu 2001 a skončil v červnu 2002.

## Nové týmy v sezoně 2001/02
- Z MSFL 2000/01 sestoupila do Divize E mužstva TJ Nový Jičín a SK Hranice.
- Ze Slezského župního přeboru 2000/01 postoupilo vítězné mužstvo FC IRP Český Těšín.[1]
- Z Hanáckého župního přeboru 2000/01 postoupilo vítězné mužstvo FK Autodemont Horka nad Moravou.[1]

## Konečná tabulka
Zdroj: 
| Poř. | Tým                                 | Z  | V  | R  | P  | VG | OG | B  |
| ---- | ----------------------------------- | -- | -- | -- | -- | -- | -- | -- |
| 1.   | SK Hranice (S)                      | 30 | 22 | 4  | 4  | 71 | 31 | 70 |
| 2.   | SK Dětmarovice                      | 30 | 17 | 8  | 5  | 55 | 33 | 59 |
| 3.   | TJ Nový Jičín (S)                   | 30 | 16 | 5  | 9  | 58 | 34 | 53 |
| 4.   | TJ Lokomotiva Petrovice             | 30 | 13 | 11 | 6  | 53 | 35 | 50 |
| 5.   | FK Autodemont Horka nad Moravou (N) | 30 | 10 | 12 | 8  | 38 | 34 | 42 |
| 6.   | FC IRP Český Těšín (N)              | 30 | 11 | 9  | 10 | 34 | 38 | 42 |
| 7.   | FC Dukla Hranice                    | 30 | 11 | 7  | 12 | 42 | 44 | 40 |
| 8.   | Refotal Albrechtice                 | 30 | 12 | 3  | 15 | 34 | 42 | 39 |
| 9.   | TJ Jiskra Rýmařov                   | 30 | 10 | 7  | 13 | 49 | 47 | 37 |
| 10.  | FK Avízo Město Albrechtice          | 30 | 10 | 7  | 13 | 44 | 46 | 37 |
| 11.  | SK Kravaře                          | 30 | 9  | 10 | 11 | 32 | 36 | 37 |
| 12.  | TJ Valašské Meziříčí                | 30 | 11 | 3  | 16 | 52 | 70 | 36 |
| 13.  | SK Lipová                           | 30 | 9  | 7  | 14 | 37 | 43 | 34 |
| 14.  | FK Slavia Orlová-Lutyně             | 30 | 9  | 7  | 14 | 38 | 43 | 34 |
| 15.  | TJ Sokol Lázně Velké Losiny         | 30 | 10 | 3  | 17 | 36 | 65 | 33 |
| 16.  | ŠSK Bílovec                         | 30 | 5  | 7  | 18 | 30 | 62 | 22 |

Poznámky:
- Z = Odehrané zápasy; V = Vítězství; R = Remízy; P = Prohry; VG = Vstřelené góly; OG = Obdržené góly; B = Body; (S) = Mužstvo sestoupivší z vyšší soutěže; (N) = Mužstvo postoupivší z nižší soutěže (nováček)
- O pořadí na 5. a 6. místě rozhodl lepší rozdíl celkového skóre Horky nad Moravou, bilance vzájemných zápasů byla vyrovnaná: Horka nad Moravou – Český Těšín 1:1, Český Těšín – Horka nad Moravou 0:0[2]
- O pořadí na 9. až 11. místě rozhodla minitabulka vzájemných zápasů[2]
- O pořadí na 13. a 14. místě rozhodla bilance vzájemných zápasů: Lipová – Orlová 1:0, Orlová – Lipová 1:1[2]

|  | Postup do MSFL 2002/03                            |
|  | Přechod do Divize D 2002/03                       |
|  | Sestup do Přeboru Moravskoslezského kraje 2002/03 |